# Pilotrichella leucotricha
Pilotrichella leucotricha là một loài Rêu trong họ Meteoriaceae. Loài này được (Taylor) A. Jaeger mô tả khoa học đầu tiên năm 1877.